# Gmina Bitola
Gmina Bitola (mac. Општина Битола) – gmina w południowej Macedonii Północnej.
Graniczy z gminami: Demir Hisar od północy, Mogiła od północnego wschodu, Resen od zachodu, Kriwogasztani od południowego wschodu oraz od południa z Grecją.
Skład etniczny
- 88,7% – Macedończycy
- 4,36% – Albańczycy
- 2,73% – Romowie
- 1,69% – Turcy
- 1,34% – Wołosi
- 0,57% – Serbowie
- 0,03% – Boszniacy
- 0,58% – pozostali

W skład gminy wchodzą:
- miasto: Bitola
- 65 wsi: Bareszani, Bistrica, Bratin Doł, Brusnik, Bukowo, Capari, Crnobuki, Crnowec, Dichowo, Dołenci, Dołno Egri, Dołno Orizari, Dragarino, Dragosz, Dragożani, Drewenik, Gabaławci, Dźawato, Gopesz, Gorno Egri, Gorno Orizari, Graesznica, Kanino, Karamani, Każani, Kiszawa, Krawari, Kremenica, Krklino, Krstoar, Kukureczani, Ławci, Łażec, Łera, Lisołaj, Łogowardi, Łopatica, Magarewo, Małowiszte, Metimir, Medżitlija, Niżepołe, Nowo Zmirnowo, Obłakowo, Ołeweni, Opticzari, Orechowo, Ostrec, Poeszewo, Porodin, Ramna, Rasztani, Rotino, Sekirani, Snegowo, Sredno Egri, Srpci, Staro Zmirnowo, Streżewo, Swiniszte, Trn, Trnowo, Wełuszina, Złokućani, Żabeni.